# 中萩町
中萩町（なかはぎちょう）は愛媛県東予地方の新居郡にあった町である。
1955年（昭和30年）に、泉川町・船木村・大生院村とともに新居浜市に編入合併され、自治体としては消滅した。現在の新居浜市の南西部の平地から山すそにかけての地域。地元で「上部」（じょうぶ）と呼ばれる新居浜市南部地域の一部。

## 地理
現在の新居浜市の西南地域。西は大生院村と、東は泉川町・角野町と接する。
山

村名の由来
旧村である「中」と「萩生」から一字ずつ取った合成地名。

## 歴史

### 略史
藩政期
- 中村は西条藩領、萩生は小松藩領、大永山は西条藩領（のちに天領）。
- 萩生の庄屋、飯尾家は酒造業を営み豪商として知られた。

明治以降
- 1884年（明治17年）　十河信二、後の国鉄総裁、西条市長、西条市初の名誉市民、中村に生誕。
- 1893年（明治26年）　別子鉱山鉄道の開通に伴い村内に土橋駅が設置される。
- 1921年（大正10年）　国鉄予讃線中萩停車場設置される。
- 1953年（昭和28年）　大字中村に愛媛県立新居浜療養所開設（現在の愛媛県立新居浜病院）。

### 村の沿革
- 1889年（明治22年） - 町村制施行により新居郡中村（なか）、萩生村（はぎゅう）、大永山村（だいえいやま）の3村が合併して、新居郡中萩村として発足。大字萩生に役場をおく。
- 1942年（昭和17年） - 町制施行、中萩町となる。
- 1955年（昭和30年） - 泉川町、大生院村、船木村とともに新居浜市に編入合併し、中萩町は自治体としては消滅した。

```
中萩村の系譜
（町村制実施以前の村）（明治期）　　　　　　　　　　　　　　（昭和の合併）　　　　　　（平成の合併）
　　　　　　　　　　　町村制施行時

中━━━━━━━━┓　　　　　　　　　　　　　　お
萩生━━━━━━━╋━中萩村━━━━━━━━━━中萩町━━━━━━━━┓
大永山━━━━━━┛　　　　　　　　　　　　　　　　　　　　　　　　　┃
　　　　　　　　　　　　　　　　　　　　　　　　う　　　　　　　　　　┃
　　　　　　　　　　　泉川村━━━━━━━━━━泉川町━━━━━━━━┫昭和30年3月31日
　　　　　　　　　　　　　　　　　　　　　　　　　　　　　　　　　　　┃　編入
　　　　　　　　　　　大生院村━━━━━━━━━━━━━━━━━━━━┫
　　　　　　　　　　　船木村━━━━━━━━━━━━━━━━━━━━━┫
　　　　　　　　　　　　　　　　　あ　　　　い　　　　　　　　か　　　┃
　　　　　　　　　　　新居浜村━━新居浜町━┳新居浜市━━━━┳━━━┻┳━━┳━━━━┳現在に至る
　　　　　　　　　　　金子村━━━━━━━━┫　　　　　　　　┃　　　  ┃　　┃　　　　┃
　　　　　　　　　　　高津村━━━━━━━━┛　　　　　　　　┃　　　　き　　┃く　　　┃け
　　　　　　　　　　　大島村━━━━━━━━━━━━━━━━━┫　　境界変更　┃　　　　┃
　　　　　　　　　　　多喜浜村━━━━━━━━━━━━━━━━┫　　　　　　　┃　　　　┃
　　　　　　　　　　　神郷村━━━━━━━━━━━━━━━━━┫　　　　　　　┃　　　　┃
　　　　　　　　　　　垣生村━━━━━━━━━━━━━━━━━┛　　　　　　　┃　　　　┃
　　　　　　　　　　　　　　　　　　　　　　　　え　　　　　　　　　　　　　　┃　　　　┃
　　　　　　　　　　　角野村━━━━━━━━━━角野町━━━━━━━━━━━━┛　　　　┃
　　　　　　　　　　　　　　　　　　　　　　　　　　　　　　　　　　　　　　　　　　　　┃
　　　　　　　　　　　別子山村━━━━━━━━━━━━━━━━━━━━━━━━━━━━━┛

あ　明治41年1月1日　　新居浜村が町制施行し、新居浜町となる
い　昭和12年11月3日　 新居浜町が金子村、高津村と合併、市制施行し新居浜市となる
う　昭和14年3月10日　 泉川村が町制施行し、泉川町となる
え　昭和14年10月1日　 角野村が町制施行し、角野町となる
お　昭和17年4月1日　　中萩村が町制施行し、中萩町となる
か　昭和28年5月3日　　新居浜市が、大島村、多喜浜村、神郷村、垣生村を編入
き　昭和31年9月28日　 新居浜市大生院の一部が西条市へ境界変更
く　昭和34年4月1日　　新居浜市が、角野町を編入
け　平成15年4月1日　　新居浜市が、宇摩郡別子山村を編入

（注記）中萩村以外の合併以前の系譜はそれぞれの市町村の記事を参照のこと。

```

## 地域
合併・発足の3村がそのまま大字となった。「中」村は、大字中村となった。
中村（なかむら）、萩生（はぎゅう）、大永山（だいえいやま）

## 教育
- 中萩小学校
- 中萩中学校

## 交通
最寄駅は国鉄予讃本線 中萩駅。当時の大生院村にあった。

## 出身著名人
- 飯尾麒太郎（萩生村出身、貴族院多額納税者議員）
- 藤田若水（弁護士、衆議院議員、広島市長）
- 十河信二（中村出身、西条市長、日本国有鉄道総裁）